# Висоцький Сергій Олександрович
Сергі́й Олекса́ндрович Висо́цький (нар. 15 липня 1923, Полтава — пом. 19 грудня 1998, Київ) — український історик і археолог, фахівець у галузі культури Київської Русі, дослідник графіті та фресок Софії Київської. Доктор історичних наук (1979).

## Біографія
Народився в сім'ї службовців.
Отримавши в юності травму хребта і набувши туберкульозу кісток, провів близько 10 років у ліжку, а як одужав, то став істориком.
Закінчив історично-філософський факультет Київський університету в 1956 році.
1956—1967 — науковий секретар, вчений секретар, завідувач відділу фондів Державного архітектурно-історичного заповідника «Софійський музей» (Київ).
1967–1992 — працював в Інституті археології АН УРСР. Тут захистив кандидатську («Давньоруські написи Софії Київської XI—XIV ст.», 1967) і докторську («Середньовічні написи Софії Київської (за матеріалами графіті XI—XVII ст.)», 1978) дисертації.
1981—1985 — завідувач відділу археології Києва, від 1985 — консультант.
Відкриття графіті — це тривалі пошуки, підбір спеціального бокового освітлення, реставрація напису, обробка фото, аналіз особливостей написання кожної літери, притаманних певному часу. Висоцький протягом 30 років так працював у Золотих Воротах, Святій Софії, Видубицькому монастирі, Успенському соборі Києво-Печерської лаври, церкві Спаса на Берестові, Кирилівській церкві.
Дослідив понад 400 графіті XI–XVII ст. у Софійському соборі, Михайлівській церкві Видубицького монастиря, Кирилівській церкві, що містять цінні відомості про історичні події, мову давніх киян, походження і розвиток писемності. У монографії «Светские фрески Софийского собора в Киеве» (1989) атрибутував зображення княгині Ольги та Костянтина Багрянородного.
Брав участь у археологічних розкопках північної вежі Софійського собору (1960—1961), дослідив руїни Золотих воріт у Києві та розробив проект їх відбудови (1970—1973).
Автор близько 150 наукових праць. Його дослідження з києворуської епіграфіки здобули широке визнання світової науки, істотно поповнили джерельну базу дослідження культури Київської Русі.

## Премії
- 1979 — Премія імені Д. З. Мануїльського АН УРСР.
- 1983 — Державна премія УРСР.

## Монографії
- 1966 — Древнерусские надписи Софии Киевской XI—XIV вв.(рос.)
- 1976 — Средневековые надписи Софии Киевской XI—XIV вв. (по материалам граффити XI—XVII вв.)(рос.)
- 1978 — Про що розповіли давні стіни
- 1985 — Киевские граффити XI—XVII вв.(рос.)
- 1989 — Светские фрески Софийского собора в Киеве(рос.)
- 1998 — Київська писемна школа X—XII ст. (до історії української писемності)[2]
- 2000 — Золоті ворота в Києві.

## Вшанування пам'яті
12 листопада 2019 року на його честь названо вулицю в Києві.